# 松本育夫
松本 育夫（まつもと いくお、1941年11月3日 - ）は、栃木県宇都宮市出身の元サッカー選手、サッカー指導者。日本サッカー後援会現理事長。現役時代のポジションはFW。1968年メキシコシティーオリンピックのサッカー競技で銅メダルを獲得したサッカー日本代表の一人。

## 経歴・人物

### 選手時代
栃木県立宇都宮工業高等学校時代は、清水東の杉山隆一、広大附属高の桑田隆幸とともに"高校三羽烏"と言われ将来を嘱望された。川淵三郎に憧れ早稲田大学第二政治経済学部経済学科に入学 し、ア式蹴球部に入部。1960年に日本代表として初選出された。野村尊敬、桑田隆幸、二村昭雄、森孝慈、釜本邦茂、大野毅らとア式蹴球部の黄金期を創った。1963年には日立（現柏レイソル）を3-0で破り、早稲田26年ぶりの天皇杯制覇に貢献。
1964年、東洋工業（現マツダ）へ入社し蹴球部（のちのマツダSC、現サンフレッチェ広島）に入部。下村幸男監督のもと、大学時代からのチームメイトである桑田、二村、大野の他、小沢通宏、石井義信、小城得達、桑原楽之、今西和男、船本幸路らその当時の日本代表選手たちとプレー。その中で松本は主に左サイドアタッカー/ウイングとして活躍し、特に桑田とは抜群のコンビプレーを見せた。新たに創設された日本サッカーリーグ(JSL)初年度の1965年から1968年まで4連覇に貢献。
日本代表としては、長沼健監督時代には代表の常連となり、1964年東京オリンピック日本代表の選には怪我もあって漏れたが、1968年メキシコシティーオリンピックで、今度は川淵三郎から右ウイングのポジションを奪い、渡辺正と同ポジションを分け合う形で日本代表の銅メダル獲得に貢献し、チームはFIFAフェアプレー賞も受賞した。

### 現役引退後
現役引退後、東洋工業/マツダに在籍し社員およびサッカー部監督として働く一方、ユース日本代表監督など指導職を歴任した。日本代表ユース監督(U-19)時には、尾崎加寿夫、風間八宏、鈴木淳、柱谷幸一、水沼貴史らを抜擢し、日本で開催された1979 FIFAワールドユース選手権に出場した。
1985年のアジアユース監督時には、井原正巳、中山雅史、黒崎久志、真田雅則、礒貝洋光、前川和也らを選抜した。
独特の高い声で、しばしばサッカー解説者としてテレビにも登場、1980年代のサッカー不遇の時代を支えた一人でもある。当時、サッカー解説者といえば「『三菱ダイヤモンド・サッカー』の岡野俊一郎」か「トヨタ・カップ、高校サッカーの松本」であった。1993年のJリーグ開幕以後数年の大ブーム時も、日本テレビ系にてゴールデンタイムに生中継されていたJリーグ中継（主にV川崎主催試合）の解説者を務めた。
1990年のJリーグ創設時、マツダSCは参加10チームに当確といわれたが、一転、親会社のマツダが財政的理由から降りようとした。この時、野村尊敬（当時広島県サッカー協会会長）、小沢通宏（当時マツダSC部長）、今西和男（当時同副部長・総監督）らと共に、関係者の折衝に尽力しJリーグ入りの道を拓いた。
1996年にマツダを退社。同年、Jリーグに昇格した京都パープルサンガでゼネラルマネージャーに就任。ジョゼ・オスカー・ベルナルディやハンス・オフトらを監督に招聘、ラモス瑠偉や森保一ら日本代表を補強するも、結果が伴わず、1999年シーズン途中に退任。
1999年シーズンのJ2リーグ第6節より川崎フロンターレに招聘され監督に就任。強い精神力と熱血指導で、前年のJ1参入決定戦に敗れ、1999年シーズンが始まっても調子の上がらなかった川崎のチーム状態を建て直し、同年のJ2で優勝、J1昇格を実現させた。2000年は代表権のない社長職に就任。チームは序盤から低迷し、結局シーズン最下位でJ2降格、松本は社長を辞任した。
2002年、長野県の通信制高校である地球環境高等学校で監督に就任。わずか7か月という短期間でチームを作り上げ、同年末の第81回全国高等学校サッカー選手権大会で長野県代表を勝ち取った。翌2003年のインターハイでも長野県代表となったが、拡大主義を志向する高校側と意見がぶつかり、2003年8月で辞任。
2004年にはJリーグから要請され、サガン鳥栖の監督に就任し、2006年まで務めた。2007年よりサガン鳥栖を運営する株式会社サガンドリームスの専務執行役員兼ゼネラルマネージャーに就任した。
2009年8月11日、日本サッカー殿堂入り。
2009年シーズン終了後、68歳で再び鳥栖の監督に就任。同時にヘッドコーチに据えた尹晶煥がS級ライセンスを取得するまでの間、尹が将来的に監督となるための必要な指導を行いつつクラブの指揮を執る。2010年シーズン終了後、翌シーズンからの尹の監督就任に伴う退任が発表された。2011年は鳥栖のアドバイザーを務めていたが、5月限りでこれも退任した。
日本代表を金銭面で支援する目的で1977年に発足した任意団体日本サッカー後援会（2012年6月5日時点で会員数4865人）の理事長を務めている。
2013年、栃木SCのシニアアドバイザーに就任。同年3月3日、「とちぎ未来大使」に任命され、委嘱状を栃木県知事福田富一から手渡された。同年4月25日、栃木SCの取締役に就任。同年9月13日、松田浩の監督退任に伴い、栃木の監督に就任。71歳での監督就任はJリーグ史上最高齢で、初の70代の監督となった。就任後は10試合で7勝2分け1敗の成績を残し、シーズン終了後に退任、再び取締役に専念。
2014年をもって栃木SCの取締役を辞任。
2019年、香川県で発足した女子サッカーチーム「UDN香川」の顧問に就任。
2019年11月発足したFC延岡AGATAのテクニカルアドバイザーに就任。
2021年12月、サガン鳥栖プレジデントアドバイザーに就任。
2024年1月、東京23FC（関東社会人リーグ1部） シーズン強化アドバイザー就任

## エピソード
- 座右の銘は「全力に悔いなし」。
- 松本の人柄は「情熱的」と評される。ユース代表で指導を受けた柳下正明からも「（松本の）情熱というのは選手に伝わっている。」とするコメント[13] と語られ、松本の著書の題名にも「熱血」などの題名が含まれる。また、柳下は「（松本）育夫さんは涙もろい」とも述べている。
- 松本自身の述懐によると、自身が高校2年生のとき（1958年）、古河電工（現ジェフユナイテッド市原・千葉）の主将で、日本代表の監督でもあった長沼健[14] に誘われ、それ以降古河以外の誘いは全て断っていた。ところが松本が大学を卒業する時は、業績に陰りが見えていた古河がサッカー新人の採用を取りやめたため、長沼が代表の主将だった東洋工業の小沢通宏に斡旋を頼み[2]、海外遠征からの帰国後すぐに同社の試験を受けた。サッカー一筋だったので筆記試験は全くできず、入社後に役員から「筆記は零点。面接は満点。面接での立ち居振る舞い、敬語の使い方がしっかりしていた。人間性を買った」と言われた、とされる[15]。
- また、松本の述懐は以下の通り続く。東洋工業入社1年目に東京五輪の最終メンバーから外れ、自暴自棄となって毎日練習後は広島市の歓楽街に繰り出し、週に3回は午前様（深夜0時以降の帰宅）となりいつも二日酔いだった。ところが入社2年目に大学の後輩でもある桑田隆幸に加え、小城得達、桑原楽之ら全日本主力級の有力新人が東洋工業に入社したので「このままではサッカー人生が終わる。再起してみせる」と誓い、人の三倍をノルマに猛練習を課し、この年1965年からのJSL4連覇の原動力となった[15]。
- 1983年、つま恋ガス爆発事故で重傷を負ったが、後に現場へ復帰した（詳細は後述）。
- ユース監督の時に、キャンプ中に徹底的にしごきすぎたため、キャプテンであった尾崎加寿夫が血尿でドクターストップになるほどだった。その内容とは、6時起床でランニング・午前練習・午後練習・体育館での夜間練習という4部練習を1か月間、休みなしで続けるといったものだった。後日談として、あまりの練習量の多さに練習場にナイフを持ち込み、監督を負傷させ練習を辞めさせることを目論んだ選手がいたという。
- 1999年、川崎監督時代の対FC東京戦（国立西が丘サッカー場）、相手コーナーキックの場面で「誰かに合わせてくるぞ！」という指示を大声で出したというエピソードがある。これについてはのちに、「選手のポジショニングを見て、相手が直接狙ってくるのに対応しているようにも見えたため」と説明している。また、この試合は晩夏の16時開始という酷暑下で行われ、試合終盤であったこの場面を迎えるころには足の痙攣を起こす選手が複数いるような厳しい状況だったため、改めて自軍の選手にマークの確認を行うよう呼び掛ける意図があったとも述べている[16]。しかし通常コーナーキックは誰かに合わせるように蹴るものであり、その言葉だけを聞けば全く無意味な指示に聞こえるため、両チームのサポーターの爆笑を誘った。また川崎の選手の中にも笑いを堪えるのに必死だった者がいた。
- かつてユース監督として指導した選手も、現在ではその多くが指導者になっており、2006年当時でJリーグの監督だけでも通算で25人出ていた。2006年に鳥栖監督を退任した際の最後の試合後には「教え子と自分がベンチに横に並んで戦うのももういいだろう」との感想を述べていた[17]。また、その25人の中の一人で、対戦相手の札幌監督だった柳下正明からは「育夫さんを知っている人であれば、鳥栖のチームを見れば『育夫さんのチームだな』と誰が見てもわかる。それは指導者としてすごくいいと思う。自分もそうなりたいと思う。」などと敬意を払われた。[13]。
- サガン鳥栖では予算が2009年の場合で年間7億円、うちチーム運営費は年間3億5000万円であり、J2リーグ参加チームの中でも低額である。厳しい財政事情の中、松本はスタッフの待遇改善のために、自腹を切って170万円を投じスタッフ更衣室を建てた。
- 甲高い声は、故郷栃木の言葉に社会人として過ごした広島弁が交じりあった独特のイントネーション[2][3]。

### つま恋ガス爆発事故
- 1983年11月22日、マツダの人材開発担当としてヤマハ・つま恋研修所で800人の就職内定者のための研修会準備を行っていた際、会場の料理店で起きたガス爆発事故に巻き込まれた（死者14名、重軽傷者28名）。自身も「四肢の複雑骨折と全身40パーセントの熱傷」という瀕死の重傷を負いながら、自力で脱出。著書の中で松本は、息を止めて動く現役時代の練習のおかげで爆発の熱風を吸い込まず、気道や内臓各器官の熱傷が避けられたことが自分の生還につながり、救急車の中では「サッカーを続けたいので足だけは切らないでくれ」と懇願したと述懐している。左手の指を4本失い、1週間の危篤状態が続きながらも奇跡的に回復し、当初24か月はかかると言われた厳しいリハビリを自身の「人の3倍を自らに課す」とのモットーの下、8か月で回復し現場に復帰した。現在、人前では必ず手袋をしているのはこの事故のためである[3]。

## 略歴
- 1957年 - 1960年 : 栃木県立宇都宮工業高校[1]
- 1960年 - 1964年 : 早稲田大学[1]
- 1964年 - 1996年 : 東洋工業/マツダ社員
  - 1964年 - 1971年、1973年 : 東洋工業蹴球部選手
  - 1971年 - 1975年 : 東洋工業コーチ[1]
  - 1976年 :  東洋工業サッカー監督[1]
- 1972年 - 1978年 : 日本ユース代表監督[1]
- 1978年 - 1979年 : U-19日本代表監督[1]
- 1985年 - 1986年 : U-23日本代表監督[1]
- 1996年8月 - 1999年途中 : 京都パープルサンガ・チーム統括ゼネラルマネージャー[1]
- 1999年4月-12月 : 川崎フロンターレ監督[1]
- 2000年 : 富士通川崎スポーツマネジメント株式会社 社長[1]
- 2002年4月 - 2003年 : 地球環境高等学校監督[1]
- 2004年4月 - 2006年 : サガン鳥栖監督[1]
- 2007年 - 2009年 : 株式会社サガンドリームス 専務執行役員兼ゼネラルマネージャー
- 2010年 : サガン鳥栖監督
- 2011年 : 株式会社サガンドリームス アドバイザー[1]
- 2013年 - 2013年9月 株式会社栃木サッカークラブ シニアアドバイザー兼取締役[1]
- 2013年9月 - 11月 栃木SC監督[1]
- 2024年1月ｰ東京23FC（関東社会人リーグ1部）　2024シーズン 強化アドバイザー

## 個人成績
| 国内大会個人成績 | 国内大会個人成績 | 国内大会個人成績 | 国内大会個人成績 | 国内大会個人成績 | 国内大会個人成績           | 国内大会個人成績 | 国内大会個人成績 | 国内大会個人成績 | 国内大会個人成績 | 国内大会個人成績 | 国内大会個人成績 |
| 年度             | クラブ           | 背番号           | リーグ           | リーグ戦         | リーグ戦                   | リーグ杯         | リーグ杯         | オープン杯       | オープン杯       | 期間通算         | 期間通算         |
| 年度             | クラブ           | 背番号           | リーグ           | 出場             | 得点                       | 出場             | 得点             | 出場             | 得点             | 出場             | 得点             |
| 日本             | 日本             | 日本             | 日本             | リーグ戦         | リーグ戦                   | JSL杯            | JSL杯            | 天皇杯           | 天皇杯           | 期間通算         | 期間通算         |
| ---------------- | ---------------- | ---------------- | ---------------- | ---------------- | -------------------------- | ---------------- | ---------------- | ---------------- | ---------------- | ---------------- | ---------------- |
| 1965             | 東洋             |                  | JSL              | 14               | 8                          | -                | -                |                  |                  |                  |                  |
| 1966             | 東洋             |                  | JSL              | 14               | 6                          | -                | -                |                  |                  |                  |                  |
| 1967             | 東洋             |                  | JSL              | 13               |                            | -                | -                |                  |                  |                  |                  |
| 1968             | 東洋             |                  | JSL              | 14               |                            | -                | -                |                  |                  |                  |                  |
| 1969             | 東洋             |                  | JSL              |                  |                            | -                | -                |                  |                  |                  |                  |
| 1970             | 東洋             |                  | JSL              | 14               | 7                          | -                | -                |                  |                  |                  |                  |
| 1971             | 東洋             |                  | JSL              |                  |                            | -                | -                | -                | -                |                  |                  |
| 1973             | 東洋             |                  | JSL1部           |                  |                            |                  |                  |                  |                  |                  |                  |
| 通算             | 日本             | 日本             | JSL1部           | 88               | 31\|\|\|\|\|\|\|\|\|\|\|\| |                  |                  |                  |                  |                  |                  |
| 総通算           | 総通算           | 総通算           | 総通算           | 88               | 31\|\|\|\|\|\|\|\|\|\|\|\| |                  |                  |                  |                  |                  |                  |

## タイトル
- JSLスターボール賞 （新人王） : 1966年
- JSL年間優秀11人賞 （ベスト11） : 1966年

## 代表歴

### 出場大会
- 1966年アジア競技大会
- 1968年メキシコシティーオリンピック（銅メダル）
- 1970 FIFAワールドカップ・予選

### 試合数
- 国際Aマッチ 11試合 1得点

| 日本代表 | 国際Aマッチ | 国際Aマッチ | その他 | その他 | 期間通算 | 期間通算 |
| 年       | 出場        | 得点        | 出場   | 得点   | 出場     | 得点     |
| -------- | ----------- | ----------- | ------ | ------ | -------- | -------- |
| 1960     | 0           | 0           | 4      | 0      | 4        | 0        |
| 1961     | 0           | 0           | 0      | 0      | 0        | 0        |
| 1962     | 0           | 0           | 1      | 0      | 1        | 0        |
| 1963     | 0           | 0           | 1      | 0      | 1        | 0        |
| 1964     | 0           | 0           | 0      | 0      | 0        | 0        |
| 1965     | 0           | 0           | 1      | 0      | 1        | 0        |
| 1966     | 4           | 1           | 10     | 5      | 14       | 6        |
| 1967     | 3           | 0           | 9      | 0      | 12       | 0        |
| 1968     | 2           | 0           | 14     | 0      | 16       | 0        |
| 1969     | 2           | 0           | 8      | 1      | 10       | 1        |
| 通算     | 11          | 1           | 48     | 6      | 59       | 7        |

### 出場
| No. | 開催日         | 開催都市 | スタジアム                 | 対戦相手       | 結果 | 監督   | 大会               |
| --- | -------------- | -------- | -------------------------- | -------------- | ---- | ------ | ------------------ |
| 1.  | 1966年12月10日 | バンコク |                            | インド         | ○2-1 | 長沼健 | アジア大会         |
| 2.  | 1966年12月11日 | バンコク |                            | イラン         | ○3-1 | 長沼健 | アジア大会         |
| 3.  | 1966年12月14日 | バンコク |                            | マレーシア     | ○1-0 | 長沼健 | アジア大会         |
| 4.  | 1966年12月17日 | バンコク |                            | タイ           | ○5-1 | 長沼健 | アジア大会         |
| 5.  | 1967年10月03日 | 東京都   | 国立霞ヶ丘競技場陸上競技場 | レバノン       | ○3-1 | 長沼健 | オリンピック予選   |
| 6.  | 1967年10月07日 | 東京都   | 国立霞ヶ丘競技場陸上競技場 | 韓国           | △3-3 | 長沼健 | オリンピック予選   |
| 7.  | 1967年10月10日 | 東京都   | 国立霞ヶ丘競技場陸上競技場 | 南ベトナム     | ○1-0 | 長沼健 | オリンピック予選   |
| 8.  | 1968年03月30日 | シドニー |                            | オーストラリア | △2-2 | 長沼健 | 国際親善試合       |
| 9.  | 1968年10月14日 | プエブラ |                            | ナイジェリア   | ○3-1 | 長沼健 | オリンピック       |
| 10. | 1969年10月12日 | ソウル   |                            | 韓国           | △2-2 | 長沼健 | ワールドカップ予選 |
| 11. | 1969年10月16日 | ソウル   |                            | オーストラリア | △1-1 | 長沼健 | ワールドカップ予選 |

### 得点数
| # | 年月日         | 開催地         | 対戦国 | スコア | 結果 | 試合概要       |
| - | -------------- | -------------- | ------ | ------ | ---- | -------------- |
| 1 | 1966年12月17日 | タイ、バンコク | タイ   | 5-1    | 勝利 | アジア競技大会 |

## 監督成績
| 年度 | 所属   | クラブ   | リーグ戦 | リーグ戦 | リーグ戦 | リーグ戦 | リーグ戦 | リーグ戦 | カップ戦         | カップ戦  |
| 年度 | 所属   | クラブ   | 順位     | 試合     | 勝点     | 勝利     | 引分     | 敗戦     | JSL杯/ナビスコ杯 | 天皇杯    |
| ---- | ------ | -------- | -------- | -------- | -------- | -------- | -------- | -------- | ---------------- | --------- |
| 1976 | JSL1部 | 東洋工業 | 8位      | 18       | 15       | 5        | 5        | 8        | ベスト8          | ベスト8   |
| 1999 | J2     | 川崎     | 優勝     | 31       |          | 24       | 2        | 5        | 1回戦敗退        | 4回戦敗退 |
| 2004 | J2     | 鳥栖     | 11位     | 44       | 35       | 8        | 11       | 25       | -                | 4回戦敗退 |
| 2005 | J2     | 鳥栖     | 8位      | 44       | 52       | 14       | 10       | 20       | -                | 4回戦敗退 |
| 2006 | J2     | 鳥栖     | 4位      | 48       | 79       | 22       | 13       | 13       | -                | 4回戦敗退 |
| 2010 | J2     | 鳥栖     | 9位      | 36       | 51       | 13       | 12       | 11       | -                | 3回戦敗退 |
| 2013 | J2     | 栃木SC   | 9位      | 10       | 23       | 7        | 2        | 1        | -                | 3回戦敗退 |

- 1999年は第6節から。
- 2013年は第33節から。順位は最終順位。

## 著書
- 『燃えてみないか、今を!－サッカーに教えられた熱き人生』: ISBN 4827601216
- 『サッカーに世界はなぜ熱狂するのか』： ISBN 4620720488
- 『尽くしてみないか、全力を－サッカーがくれた熱血意識革命』: ISBN 4408610941
- 『松本育夫のサッカースーパー監督学』： ISBN 4876636117
- 『天命—我がサッカー人生に終わりなし』： ISBN 4903679012
- 『人の心に火をつける－どんな環境でも「人」を伸ばし、結果を出すチームマネジメント』： ISBN 4862551319